# OV5 6
OV5 6 (Orbiting Vehicle 5 6), também denominado de ERS 26, foi um satélite artificial estadunidense lançado em 23 de maio de 1969 por meio de um foguete Titan IIIC a partir da Estação da Força Aérea de Cabo Canaveral.

## Características
OV5 6 foi um dos membros de sucesso da família de satélites ERS (Environmental Research Satellites), pequenos satélites lançados como carga secundária com satélites maiores para fazer testes de tecnologia e estudos do ambiente espacial. OV5 6 foi lançado no mesmo foguete que OV5 5 e foi dedicado ao estudo dos raios X e radiação solar ( elétrons e prótons ) com a finalidade de desenvolver técnicas de gerenciamento de dados em tempo quase real para a sua utilização por parte do Centro de Previsão Meteorológica do Ar em relação às erupções solares . OV5 6 foi injetado em uma órbita inicial de 111.727 km de apogeu e 16.866 km de perigeu, com uma inclinação orbital de 32,9 graus e um período de 3119,6 minutos.